# Loïc Chetout
Loïc Chetout (Bayonne, 23 settembre 1992) è un ex ciclista su strada francese, professionista dal 2014 al 2019.
A fine carriera è diventato conduttore della versione francese di Global Cycling Network su YouTube.

## Palmarès
- 2013 (Naturgas Energía)

1ª tappa Bidasoa Itzulia
Ereñoko Udala Sari Nagusia
Insalus Saria
Klasika Lemoiz
Andra Mari Sari
- 2014 (GSC Blagnac Vélo Sport 31)

Classifica generale Essor Basque
Ronde du Pays Basque
Grand Prix d'ouverture Pierre-Pinel
4ª tappa Bidasoa Itzulia
Classifica generale Bidasoa Itzulia
3ª tappa Ronde de l'Isard d'Ariège (Boulogne-sur-Gesse > Boulogne-sur-Gesse)

## Piazzamenti

### Grandi Giri
- Vuelta a España

2016: 138º
2018: 144º

### Classiche monumento
- Milano-Sanremo

2018: non partito
- Giro delle Fiandre

2017: ritirato
- Parigi-Roubaix

2017: fuori tempo massimo